# Esola rosei
Esola rosei är en kräftdjursart. Esola rosei ingår i släktet Esola och familjen Laophontidae. Inga underarter finns listade i Catalogue of Life.